# Стад Мішель Д'Орнано
«Стад Мішель Д'Орнано» (фр. Stade Michel-d'Ornano) — футбольний стадіон у Кані, Франція, домашня арена ФК «Кан».
Стадіон відкритий 1993 року. У 2006 році був реконструйований. У результаті розширення 2016 року було досягнуто місткість 20 453 глядачів.
Стадіону присвоєно ім'я колишнього губернатора Нижньої Нормандії Мішеля Д'Орнано.